# Geusibia lacertosa
Geusibia lacertosa är en loppart som först beskrevs av Smit 1975.  Geusibia lacertosa ingår i släktet Geusibia och familjen smågnagarloppor. Inga underarter finns listade i Catalogue of Life.